# Liste der honduranischen Botschafter in Deutschland
Die Liste der honduranischen Botschafter in Deutschland zeigt die diplomatischen Vertreter der Republik Honduras (República de Honduras), die in der Bundesrepublik Deutschland akkreditiert waren.

## Missionschefs

### Konsuln
| Ernennung  | Name                   | Bemerkungen | Abberufung     |
| ---------- | ---------------------- | --- | -------------- |
| 1869       | Matthias Levy          | Generalkonsul für den Norddeutschen Bund Residenz in Hamburg                                                                      | 1879           |
| 1873       | Hugo Fuchs             | Konsul Berlin | 1879           |
| 1883       | C. Wilhelm Schiersmann | Konsul Berlin, ab 1897 Generalkonsul                                                                                              |                |
| 1900       | Otto Schiffmann        | Generalkonsul in Berlin |                |
| 1922       | Max Misch              | Generalkonsul in Berlin | 1923           |
| 1924       | Georg Mamlol           | Vizekonsul in Berlin |                |
| seit 1938  | Mauricio Claudio Rosal | Generalkonsul in Berlin | 28. April 1938 |
| April 1938 | Manuel L. Aguilar      | seit 14. Februar 1921 Generalkonsul Hamburg, für den Amtsbezirk des Konsulats in Berlin das Generalkonsulat in Hamburg zuständig. |                |

### Botschafter
| Ernennung     | Name                               | Bemerkungen | Abberufung |
| ------------- | ---------------------------------- | --- | ---------- |
| 7. Okt. 1961  | Héctor Callejas Valentine          | Botschafter (* 21. August 1912; † 28. Dezember 2012) Botschafter in La Paz | 1964       |
| 1969          | Dr. Tito H. Cárcamo                | |            |
| 1990          | Maria Antonieta Vasquez Alvarado   | Geschäftsträgerin | 1990       |
| 1990          | Ricardo Lagos Andino               | | 1994       |
| 1999          | Sonia Carpio                       | Geschäftsträgerin |            |
| 1999          | Max Velásquez Díaz                 | | 2001       |
| Nov. 2001     | Juan Manuel Moya                   | |            |
| 2003          | Roberto Flores-Bermúdez            | | 2006       |
| 2006          | Roberto Augusto Martínez Castañeda | [ 2 ] | 2010       |
| 2010          | Vania García Morales               | Geschäftsträgerin |            |
| 2010          | Efraín Díaz Arrivillaga            | Die honduranische Tageszeitung La Prensa berichtete, dass Efraín Díaz Arrivillaga Anfang Juni 2010 vom geschäftsführenden Bundespräsidenten Jens Böhrnsen akkreditiert wurde. |            |
| 19. Juli 2019 | Christa Castro Varela              | Botschafterin |            |
| 17. Jan. 2023 | Mauricio Arturo Bueso Chinchilla   | Botschafter |            |